# Darren Boyd
Darren Boyd (Hastings, Sussex, 30 de enero de 1971) es un actor inglés conocido, entre otros, por su papel en Spy, papel que le valió un Premio BAFTA.

## Vida personal
Darren Boyd nació en Hastings, Sussex, Inglaterra, el 30 de enero de 1971, siendo hijo único.
De pequeño, era tímido y carecía de confianza, lo que hacía que no destacara en el colegio ni en deportes, pero asegura que eso cambió cuando descubrió el teatro.
Se crio en Hastings, yéndose a vivir a Londres a los 24 años.
Se casó el 24 de enero de 2004 con la nutricionista Amanda Ashy, con quien tiene dos hijas, Della y Eliza, nacidas en 2013 y 2014 respectivamente.
El año 2017, Boyd se separó de su esposa luego de trece años de matrimonio. El 14 de febrero de 2020, Amanda sale del clóset públicamente, compartiendo una foto besando a una mujer llamada Rachel Bednarski, quien es su pareja actualmente.

## Carrera
Al principio de su carrera, trabajaba principalmente en el teatro londinense.
Asegura que siempre se ha sentido un impostor cuando participa en comedias, si bien obtuvo su primer papel en televisión en una, cuando el actor y guionista Chris Langham creó un papel para él en Kiss me Kate.

## Filmografía

### Actor

#### Películas
| Año  | Título                                    | Papel                            | Notas                                                   |
| ---- | ----------------------------------------- | -------------------------------- | ------------------------------------------------------- |
| 2001 | High Heels and Low Lifes                  | Ray                              |                                                         |
| 2004 | The Legend of the Tamworth Two            | Agente "Dusty" Springfield (voz) |                                                         |
| 2005 | Imagine Me & You                          | Cooper                           |                                                         |
| 2007 | Magicians                                 | Otto Johnson                     |                                                         |
| 2010 | Four Lions                                | Francotirador                    |                                                         |
| 2011 | Spoon                                     | Daniel Spoon                     |                                                         |
| 2012 | Asylum Seekers                            | Mike                             | Corto                                                   |
| 2013 | The World's End                           | Shane Hawkins                    |                                                         |
| 2013 | Metegol                                   | Amadeo (voz)                     | En el doblaje en Estados Unidos y en el del Reino Unido |
| 2013 | Alan Partridge: Alpha Papa                | Sargento detective Martin Finch  |                                                         |
| 2014 | The Longest Drive                         | Hombre                           | Corto                                                   |
| 2016 | Bridget Jones's Baby                      | Jeremy                           |                                                         |
| 2017 | Thomas y sus amigos: Journey Beyond Sodor | Theo (voz)                       | En el doblaje en Estados Unidos y en el del Reino Unido |
| 2019 | The Personal History of David Copperfield | Edward Murdstone                 |                                                         |

* Fuente: IMDb 

#### Series
| Año           | Título                                             | Papel                                                  | Notas                                                           |
| ------------- | -------------------------------------------------- | ------------------------------------------------------ | --------------------------------------------------------------- |
| 1998-2000     | Kiss me Kate                                       | Craig Chapman                                          | 22 episodios                                                    |
| 1999          | Hippies                                            | Hugo Yemp                                              | 6 episodios Miniserie                                           |
| 1999-2003     | Smack the Pony                                     | Diversos personajes                                    | 26 episodios.                                                   |
| 2001          | Los Dos Bros                                       |                                                        | 5 episodios                                                     |
| 2002          | The Jury                                           | Sebastian                                              |                                                                 |
| 2002-2003     | Watching Ellie                                     | Ben                                                    | 16 episodios                                                    |
| 2003          | Little Robots                                      | Voces diversas                                         | Cantidad de episodios desconocida                               |
| 2003          | Spine Chillers                                     | Alan                                                   | Episodio "Fairy Godfather"                                      |
| 2005          | Love Soup                                          | Adam Coates                                            | Episodio "There Must Be Some Way Out of Here"                   |
| 2005          | Broken News                                        | Nick Burnham                                           | 5 episodios                                                     |
| 2006          | Green Wing                                         | Jake Leaf                                              | 5 episodios                                                     |
| 2006          | Regénesis                                          | Prof. Simon Jessop / Simon Jessup / Prof. Simon Jessup | 6 episodios                                                     |
| 2006-2007     | The Jane Show                                      | Walton                                                 | 26 episodios                                                    |
| 2007          | Saxondale                                          | Jonathon / Jonathan                                    | 6 episodios                                                     |
| 2007          | Ladies and Gentlemen                               | Horatio                                                | Película para televisión                                        |
| 2007          | Christmas at the Riviera                           | Tim                                                    | Película para televisión                                        |
| 2008          | Bike Squad                                         | Agente 'Puffy' Trombley                                | Película para televisión                                        |
| 2009          | May Contain Nuts                                   | David Chaplin                                          | Película para televisión                                        |
| 2009          | Comedy Showcase                                    | Mickey                                                 | Episodio The Amazing Dermot                                     |
| 2009          | Personal Affairs                                   | Simon Turner                                           | 5 episodios Miniserie                                           |
| 2010          | Whites                                             | Bo                                                     | 5 episodios                                                     |
| 2010          | Royal Wedding                                      | Johnny Caddock                                         | Película para televisión                                        |
| 2010          | Dappers                                            | Ben                                                    | Episodio "Proper Job"                                           |
| 2010          | Rev.                                               | Darren Betts                                           | Episodio "1.2"                                                  |
| 2010-2012     | Dirk Gently: Agencia de investigaciones holísticas | Richard MacDuff / Richard Macduff                      | 4 episodios                                                     |
| 2011          | Mid Morning Matters with Alan Partridge            | Daniel Langford                                        | 3 episodios                                                     |
| 2011          | Twenty Twelve                                      | Dave Wellbeck                                          | Episodio "Raising The Bar"                                      |
| 2011          | Holy Flying Circus                                 | John Cleese / Devil                                    | Película para televisión                                        |
| 2011-2012     | Case Sensitive                                     | Simon Waterhouse / Detective Simon Waterhouse          | 4 episodios                                                     |
| 2012          | Little Crackers                                    | Papá                                                   | Episodio "Darren Boyd's Little Cracker: Le Concert De L'ecole". |
| 2012          | Spy                                                | Tim                                                    | 17 episodios                                                    |
| 2012          | Beautiful Day                                      |                                                        |                                                                 |
| 2013          | The Guilty                                         | Daniel Reid                                            | Miniserie 3 episodios                                           |
| 2014          | Warren United                                      | Warren (voz)                                           | 6 episodios                                                     |
| 2014          | Veep                                               | Peter Mitchell                                         | Episodio "pecial Relationship"                                  |
| 2015          | Luther                                             | Inspector Theo Bloom                                   | Episodio "4.1"                                                  |
| 2015          | The Delivery Man                                   | Matthew                                                | 6 episodios                                                     |
| 2015-2018     | Fortitude                                          | Markus Husekleppe                                      | 18 episodios                                                    |
| 2016          | National Treasure                                  | Hamish                                                 | Episodio "1.4"                                                  |
| 2016-2018     | Stan Lee's Lucky Man                               | Sargento detective Steve Orwell                        | Temporadas 1-3. 27 episodios                                    |
| 2017-presente | Thomas y sus amigos                                | Theo (voz)                                             | En el doblaje en Estados Unidos y en el del Reino Unido         |
| 2018          | Killing Eve                                        | Frank Haleton                                          | 4 episodios                                                     |
| 2018          | Hang Ups                                           | David Cobbs                                            | Episodio "1.1"                                                  |
| 2019          | Flack                                              | Jeremy                                                 | Episodio "Brooke"                                               |
| 2020          | Trying                                             | Scott                                                  | 4 episodios                                                     |
| 2020          | Isolation Stories                                  | Mike                                                   | Episodio "Mike & Rochelle"                                      |
| 2020-presemte | The Adventures of Paddington                       | Sr. Brown (voz)                                        |                                                                 |

* Fuente: IMDb 

#### Radio
| Año       | Título     | Papel                        |
| --------- | ---------- | ---------------------------- |
| 2009-2013 | ElvenQuest | Vidar, el señor de los elfos |

* Fuente: IMDb 

### Guionista
| Año       | Serie           | Notas                                                                                      |
| --------- | --------------- | ------------------------------------------------------------------------------------------ |
| 1999-2001 | Smack the Pony  | 7 episodios                                                                                |
| 2000      | Kiss Me Kate    | 3 episodios                                                                                |
| 2001      | Los Dos Bros    | Episodio "Test Drive"                                                                      |
| 2012      | Little Crackers | Episodio "Darren Boyd's Little Cracker: Le Concert De L'ecole" También ejerció de director |

* Fuente: Imdb

## Premios
| Año  | Organización             | Premio                             | Trabajo | Resultado |
| ---- | ------------------------ | ---------------------------------- | ------- | --------- |
| 2011 | British Comedy Awards    | Mejor actor televisivo de comedia  | Spy     | Ganador   |
| 2012 | BAFTA Awards             | Mejor actor en programa de comedia | Spy     | Ganador   |
| 2012 | Royal Television Society | Mejor actuación de comedia         | Spy     | Nominado  |

* Fuente: Imdb